# 江斅
江 斅（こう こう、452年 - 495年）は、南朝宋から斉にかけての官僚。字は叔文。本貫は済陽郡考城県。

## 経歴
南朝宋の著作郎の江恁（江夷の子の江湛の子）と淮陽公主（南朝宋の文帝の娘）のあいだの子として生まれた。南朝宋の桂陽王劉休範に主簿として召されたが、就任しなかった。孝武帝の娘の臨汝公主を妻に迎え、駙馬都尉の位を受けた。著作郎・太子舎人・丹陽丞に任じられた。袁粲に「風流墜ちず。政に江郎あり」と賞賛され、たびたび宴会をともにし、日夜に引き留められた。泰始7年（471年）、安成王劉準の下で撫軍記室となった。後に秘書丞・中書郎をつとめた。元徽4年（476年）、安成王劉準の下で驃騎従事中郎に転じた。元徽5年（477年）、褚淵が衛軍となると、江斅は長史として召された。寧朔将軍の号を加えられた。同年（昇明元年）、劉準（順帝）が即位すると、江斅は蕭道成の下で司空長史となり、臨淮郡太守を兼ねた。太尉従事中郎に転じた。
昇明3年（479年）、斉国が建てられると、江斅はその吏部郎となった。同年（建元元年）、蕭道成が南朝斉の皇帝として即位すると、江斅は祖母の病を理由に解任を願い出て、許されて家に帰った。後に寧朔将軍・豫章郡内史として出向した。建康に召還されて、太子中庶子に任じられ、驍騎将軍の位を加えられた。
永明初年、豫章王蕭嶷の下で太尉諮議となり、録事を兼ねた。南郡王蕭長懋の王友に転じ、竟陵王蕭子良の下で司徒司馬となった。江斅は文辞を好み、囲碁の腕は第五品に格付けされて、朝廷の貴人のうちで最上であった。侍中の位を受け、南徐州中正を兼ねた。司徒左長史となった。永明5年（487年）、五兵尚書に転じた。永明6年（488年）、輔国将軍・東海郡太守として出向し、南徐州の事務を代行した。永明7年（489年）、侍中の位を受け、驍騎将軍の号を加えられた。まもなく都官尚書に転じ、驍騎将軍の号を加えられた。
永明11年（493年）、蕭昭業が即位すると、吏部尚書に転じた。隆昌元年（494年）、侍中の位を受け、国子祭酒を兼ねた。蕭昭業が廃位されると、朝臣たちに宮中に入るよう命が下ったため、江斅は雲龍門までやってきて、薬を飲んで車中に吐き、体調不良にかこつけて去った。同年（建武元年）、明帝が即位すると、秘書監を兼ねた。さらに晋安王蕭宝義の王師を兼ねた。
建武2年（495年）、死去した。享年は44。散騎常侍・太常の位を追贈された。諡は敬子といった。
子に江蒨があった。

## 伝記資料
- 『南斉書』巻43 列伝第24
- 『南史』巻36 列伝第26